# Velizj
Velizj (Russisch: Велиж) is een kleine stad in de Russische oblast Smolensk. Het aantal inwoners ligt rond de 8.000. Velizj is tevens het centrum van het gelijknamige bestuurlijke rayon. De stad ligt aan de Westelijke Dvina, 134 kilometer ten noordnoordoosten van Smolensk, niet ver van de grens met Wit-Rusland.
Tegen het einde van de 14e eeuw was Velizj een grensfort van het Grootvorstendom Litouwen. De Russen veroverden het stadje in 1536, maar na de Tijd der Troebelen kwam Velizj opnieuw in Litouwse handen. Na de Eerste Poolse Deling, in 1772, werd Velizj definitief bij Rusland ingelijfd. De stad was van 14 juni 1941 tot en met 20 september 1943 bezet door de Duitsers. Een groot deel van de stad werd verwoest.
De huizen van Nikolaj Przewalski en van Aleksandr Rodzjanko, beide niet ver van het stadje, doen tegenwoordig dienst als museum.
Bestuurlijk centrum: Smolensk 

Demidov · Desnogorsk · Dorogoboezj · Doechovsjtsjina · Gagarin · Jartsevo · Jelnja · Potsjinok · Roslavl · Roednja · Safonovo · Sytsjovka · Velizj · Vjazma